# St Merryn
St Merryn – wieś w Anglii, w Kornwalii. Leży 60 km na północny wschód od miasta Penzance i 358 km na zachód od Londynu.